# Brautstein (Reinhardswald)
Der Brautstein nahe Trendelburg im nordhessischen Landkreis Kassel ist eine 209,4 m ü. NHN hohe Erhebung des Reinhardswaldes im Gutsbezirk Reinhardswald. Durch seinen Kesselberg genannten Westsporn führt der Deiseler Tunnel der ehemaligen Carlsbahn.

## Geographie

### Lage
Der Brautstein befindet sich im Nordwestteil des Gutsbezirks Reinhardswald. Sein Gipfel liegt 2,2 km nordnordöstlich des Ortskerns von Trendelburg sowie 1,9 km östlich von Deisel, 1,8 km südsüdöstlich von Wülmersen und 2,6 km (jeweils Luftlinie) nordwestlich von Friedrichsfeld; alle drei sind Trendelburger Ortsteile. Sein westnordwestlicher Hangsporn heißt Kesselberg, durch den der Deiseler Tunnel führt, und ein Sporn im Osten Katzenkopf. Nach Südsüdwesten leitet die Landschaft zum nahen Sülzer Berg über. Westlich vorbei am Brautstein fließt die durch Trendelburg verlaufende und Deisel passierende Diemel, in die bei Wülmersen die nordöstlich der bewaldeten Erhebung verlaufende Holzape mündet. Diesseits der Holzape leitet die Landschaft nach Norden zur Assaburg (163,5 m) über, und jenseits des Bachs liegt im Nordosten der Moosberg (185 m).

### Naturräumliche Zuordnung
Der Brautstein gehört in der naturräumlichen Haupteinheitengruppe Weser-Leine-Bergland (Nr. 37) und in der Haupteinheit Solling, Bramwald und Reinhardswald (370) zur Untereinheit Reinhardswald (370.4). Seine Landschaft fällt nach Westen in die zur Haupteinheitengruppe Westhessisches Bergland (34) und zur Haupteinheit Westhessische Senke (343) gehörende Untereinheit Hofgeismarer Rötsenke (343.4) ab.

## Schutzgebiete
An den Nordost- und Südwestfuß des Brautsteins schmiegen sich im Holzape- und Diemeltal Teile des Naturschutzgebiets (NSG) Holzapetal (CDDA-Nr. 81924; 1980 ausgewiesen; 89 ha groß). Das NSG ist Teil des Fauna-Flora-Habitat-Gebiets Holzapetal (FFH-Nr. 4422-350; 2,54 km²). An den vorgenannten Füßen der Erhebung befinden sich auch Teile des Landschaftsschutzgebiets Landschaftsbestandteile und Landschaftsteile im Kreis Hofgeismar (CDDA-Nr. 378519; 1938; 28,42 km²), an das sich westlich im Diemeltal das LSG Auenverbund Diemel (CDDA-Nr. 378399; 1994; 13,29 km²) anschließt.

## Verkehr und Wandern
Etwas westlich vorbei am Brautstein führt die Bundesstraße 83, von der in Trendelburg die Landesstraße 763 ostwärts – vorbei an den Wolkenbrüchen bei Trendelburg − nach Trendelburg-Friedrichsfeld verläuft. Zum Beispiel an diesen Straßen sowie an Nebenstraßen beginnend, die von der L 763 nach Trendelburg-Abgunst und Friedrichsfeld-Saurental (auch Saures Tal genannt) führen, kann die Erhebung auf zumeist Waldwegen und -pfaden erwandert werden. Jeweils etwa in Nord-Süd-Richtung verlaufen über den Brautstein östlich der Erhebung der Wanderweg Reinhardswald-Westweg sowie jeweils westlich vorbei im Diemeltal der Märchenlandweg und – durch den Deiseler Tunnel – der Diemelradweg. Etwa 220 m südöstlich vom Gipfel steht eine Schutzhütte.